# Théâtre alsacien

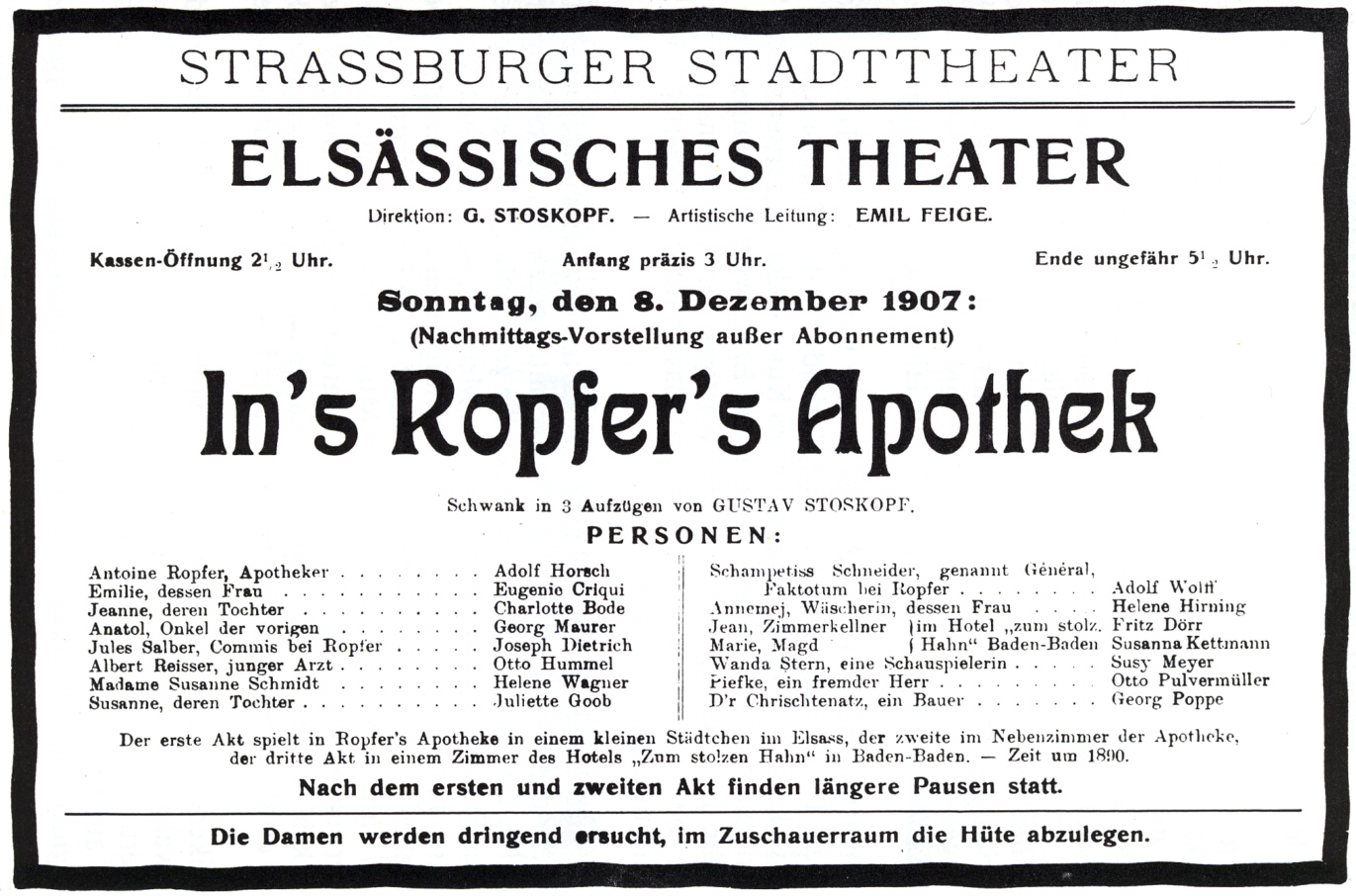
Programme du Théâtre alsacien de Strasbourg.

Le théâtre populaire alsacien est une des plus intéressantes et des plus créatives formes d'expression de l'alsacien et de la culture alsacienne.
Influencé bien sûr par le théâtre français aussi bien que le théâtre allemand, il a pourtant ses propres racines culturelles, qui sont profondes, avec ses références propres, son langage, ses expressions et aussi sa forme d'humour si particulière.
Depuis le XVe siècle, il est défendu par des auteurs et des acteurs dont certains ont obtenu une reconnaissance qui dépasse celle du seul public régional.

## Histoire
Le théâtre populaire alsacien remonte au XVe siècle. 
Au XVIe siècle, Jörg Wickram est un des premiers auteurs retenu par la postérité et sera souvent comparé au Meistersinger Hans Sachs. La guerre de Trente Ans détruit la création alsacienne.
Il faut attendre la fin du XVIIIe siècle pour qu'une relève se fasse jour, avec le colmarien Gottlieb Konrad Pfeffel, représentant de l'Aufklärung et par le strasbourgeois Heinrich Leopold Wagner, pour le mouvement du Sturm und Drang.

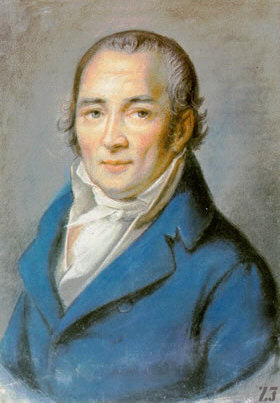
Portait d’Hebel par Philipp Jakob Becker.

Johann Peter Hebel, remettra à nouveau à l'honneur le Schriftdialekt. 
Mais c'est surtout Johann-Georg-Daniel Arnold qui sera le vrai rénovateur du théâtre alsacien. En s'inspirant des populaires récits de commères, les Fraubasengespräche, il publiera en 1816 anonymement en alsacien et en vers la pièce de théâtre Der Pfingstmontag (Le Lundi de Pentecôte) qui posera l'acte de naissance du théâtre alsacien dialectal. Il s'agit d'une histoire compliquée de mariage protestant, située à Strasbourg en 1789, pleine d'anecdotes quasi ethnographiques, qui permet de mettre en évidence les différences dialectales entre le Hochdeutsch d'un universitaire de Brème et les différentes variantes d'alsacien. Ce que Goethe saluera d'ailleurs dans un article élogieux dans sa revue Über Kunst und Altertum. L'ouvrage sera réédité onze fois entre 1816 et 1841, en Alsace, comme en Allemagne, notamment pour faciliter son portage à la scène. Il comporte, comme souvent pour ce genre d'œuvres, un lexique facilitant la compréhension du dialecte.
Cette œuvre fondatrice sera rapidement suivie à Haguenau en 1817, par Frau Pfarrerin, une pièce d'un anonyme, probablement un ecclésiastique du nord de l'Alsace, qui par le biais d'une caricaturale femme de pasteur luthérien se moquera de la religion réformée. 1817 est en effet marqué par les fêtes du tricentenaire de la Réforme. Dans la pièce, même la servante catholique, fille de la campagne, peu cultivée et qui ne comprend bien que son dialecte, n'a pas de mal à argumenter contre les convictions de sa maîtresse, qui par ailleurs cherche aussi à organiser le mariage de sa fille, avec un lettré. En fait la pièce est, point par point, une réfutation de l'essai d'Ehrenfried Stoeber sur le jubilé de la réforme.
Avec Daniel oder der Strassburger auf der Probe, Ehrenfried Stoeber s'inspirera fortement de l'intrigue de la pièce Der Pfingstmontag, mais qu'il transformera en Singspiel, c'est-à-dire en comédie musicale. On retrouve une nouvelle fois le thème du mariage avec un étranger livonien, et les quiproquos entre dialectes, y compris, cette fois, les dialectes souabes et prussiens, en plus des variantes alsaciennes. 
Après un Mayençais et un « de l'intérieur », Daniel, le Strasbourgeois, est pris à l'essai comme sommelier par un hôtelier. Il déjoue un vol perpétré par une bigote lorraine, facilite le mariage d'un noble étranger, suivi par son valet prussien, et finalement obtiendra une belle récompense et l'amour de Liesli, la servante souabe. Finalement, le caractère du Strasbourgeois apparaît surtout par la confrontation avec tous les autres personnages, venus de différents horizons.
La chanson 's Elsass unser Laendel Diss isch meinedi scheen (« Que notre Alsace est belle ») provient de cette œuvre.
Georges Daniel Hirtz créera une courte pièce Die Meisenlocker d'abord parue dans un tiré à part de 1839, du Strassburger Wochenblatt.
Charles Bernhard écrira le Steckelsburgers Reise nach London 1842.  Le mariage tourmenté des deux filles du marchand d'épice aura-t-il lieu ? Et avec qui ? Le beau capitaine de Saint Amour, « Français de l'intérieur », l'étudiant de Cassel, qui les font rêver ? Le prédicateur souabe ou le contrôleur des douanes juif auxquels leur père les destine ? Ou bien aux jeunes artisans alsaciens, reconnus dans leurs corporations qui voudraient les épouser ? Tout dépendra d'un héritage à Londres... On retrouve toujours les mêmes thèmes.
Frédéric Alphonse Pick est un industriel, grand bourgeois, qui est encore amateur du dialecte, ce qui deviendra de plus en plus rare. Pour lui la langue devient de plus en plus proche de l'allemand littéraire au fur et à mesure de la progression sociale de ses personnages. Même s'il ne s'agit que d'une convention et que dans les faits, c'était bien le français qui était l'apanage de la haute bourgeoisie.
Sa pièce, Der tolle Morgen fait penser explicitement à la Folle journée de Beaumarchais ou à Marivaux par le thème. Une servante prend la place de sa maîtresse, fille du distrait Monsieur Oubli, qui est assaillie par deux prétendants. Mais les deux prétendants sont typiques du théâtre alsacien, car l'un est un noble allemand, l'autre un tout jeune diplômé en droit. De même la fraîcheur dialectale de la jeune servante s'oppose à la langue rigide de la mère de sa maîtresse, Mme Oubli qui fait penser à la Frau Pffarrerin. Certains passages de cette pièce en deux actes (Aufzug) en prose sont des vers, explicitement chantés.

## Auteurs célèbres
- Jörg Wickram (1505-1562)

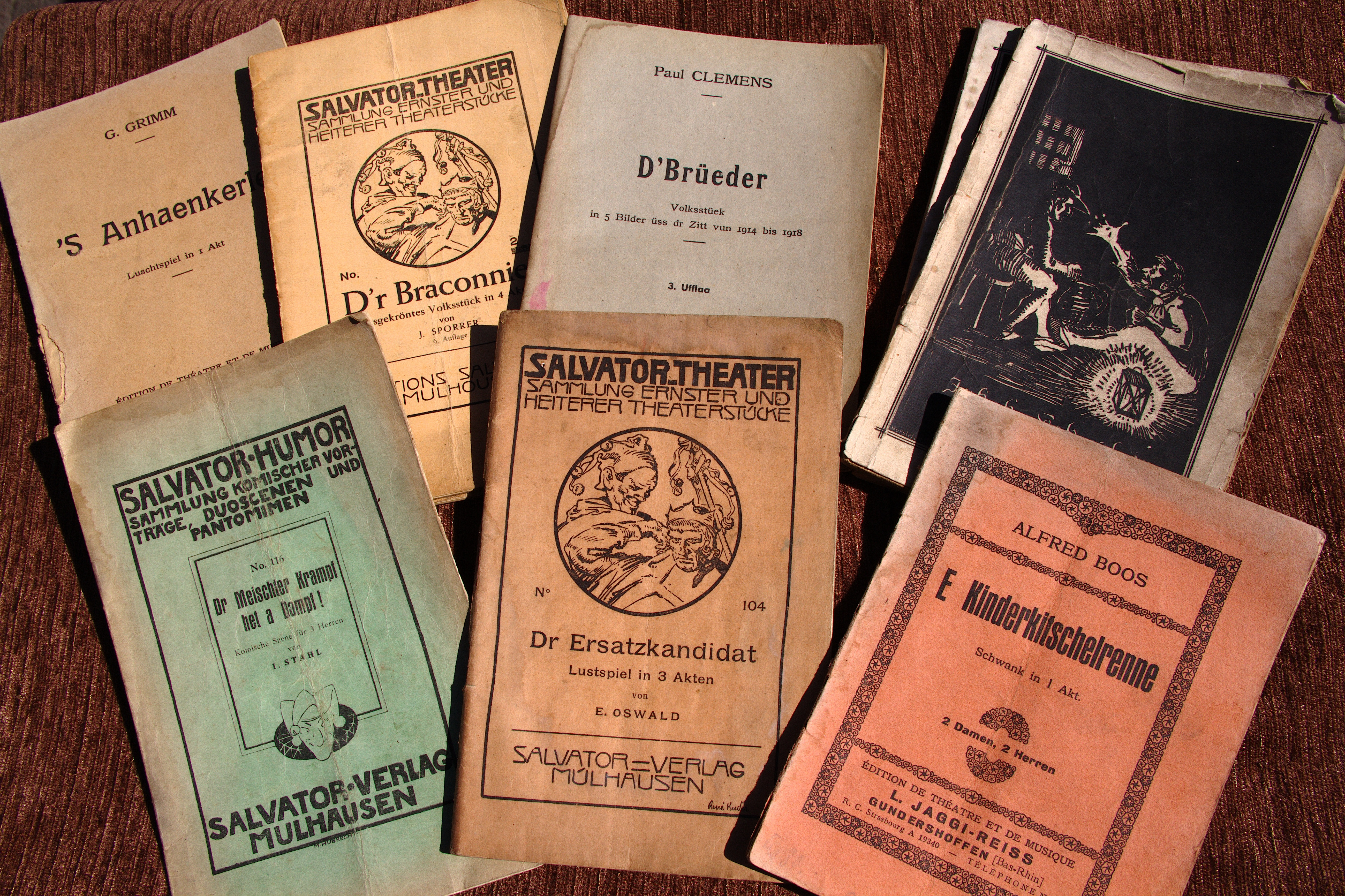
Livrets de pièces du Théâtre alsacien vers 1920.

- Gottlieb Konrad Pfeffel (1736-1809)
- Heinrich Leopold Wagner (1747-1779)
- Johann Peter Hebel (1760-1826)
- Auguste Lamey (1772-1861)
- Johann-Georg-Daniel Arnold (1780-1829)
- Charlotte Engelhardt (1781-1864)
- Daniel Auguste Ehrenfried Stoeber (1781-1835)
- Georges Daniel Hirtz, (1804-1893)
- Charles Bernhard, (1815-1864)
- Henri-Auguste François, (1812-1872)
- Carl Georg Müller, (1796-1879)
- Frédéric Alphonse Pick, (1808-1895)
- Jean Thomas Mangold, (1816-1888)
- Jean-Georges Gäyelin, (1812-1889)
- Charles Berdellé, (1834-1917)
- Auguste Lustig (1840-1895)

- Charles Frédéric Kettner, (1844 -1899)
- Ferdinand Bastian (1868-1944)
- Gustave Stoskopf (1869-1944)
- René Schickele (1883-1940)

## Acteurs célèbres
- Adolphe Horsch (1864-1937)
- Germain Muller (1923-1994)